# Elizabeth Jane Weston
Elizabeth Jane Weston (llatí: Elisabetha Ioanna Westonia) (2 de novembre de 1582 a Londres -23 de novembre de 1612 a Praga) va ser una poeta anglotxeca, majoritàriament coneguda per la seva poesia neollatina. A diferència de moltes altres dones del seu temps, la seva poesia va ser publicada. La seva obra completa es va publicar en dos volums l'any 1608, i es va titular Parthenica. El tema de les seves poesies variava entre somnis idíl·lics, odes a l'emperador Rodolf II, odes a si mateixa, i diatribes antisemítiques.

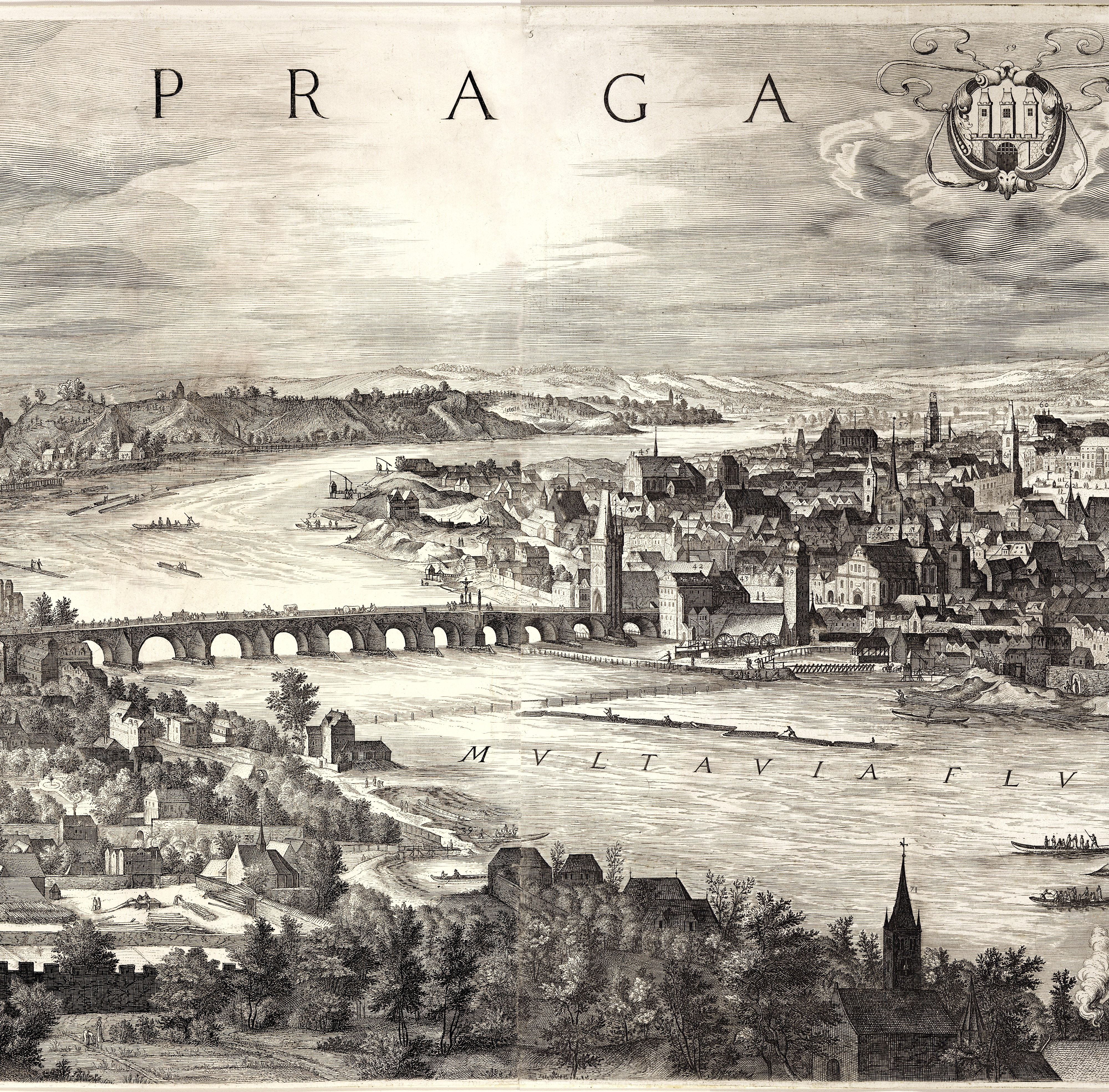
Vista del pont de Praga sobre el riu Vltava, 1606. Un dels poemes d'Elizabeth Weston va ser En la inundació de Praga que va ocórrer després de pluges continuades

Era filla de Joanna Cooper (23 de juny de 1563 a Chipping, Norton-1606) i el seu primer marit, John Weston, de qui gairebé no se sap res. El pare va morir quan Elizabeth tenia sis mesos. El seu padrastre, Edward Kelley, era un alquimista ben conegut. Kelley, juntament amb John Dee, va ser contractat en la cort de Rodolf II, cosa que va fer que la família es traslladés a Bohèmia: a Třeboň (fins al 1588), Jílové (fins al 1591), quan Kelley va ser empresonat a Most, a causa de dificultats financeres. Després de la mort de Kelley, la família es va traslladar a Praga.
El seu domini de les llengües era notable, coneixia com a mínim cinc idiomes: txec, anglès, alemany, italià i llatí.
El 1603, es va casar amb un advocat, Johnnes Leo. Junts, van tenir set fills, abans que morís al part l'any 1612. És enterrada a l'església de Sant Tomàs a Malá Strana, l'anomenada ciutat menor de Praga.